# 1929년 이탈리아 총선
1929년 이탈리아 총선은 파시스트 정권 치하 이탈리아에서 1929년 3월 24일 대의회 전 의원을 선출하기 위해 실시된 총선이다. 당시 이탈리아는 국가 파시스트당이 유일 합법 정당으로 인정받는 일당제 국가였다.
1928년 하원과 상원에서 통과된 의회개혁법에 따라 정당 지지에 대한 가부를 묻는 국민투표의 성격으로 실시되었으며, 공식 국가기관으로 거듭난 국가 파시스트당의 대평의회는 유권자에게 찬반을 묻는 단일정당 후보명부를 결정할 권한을 지니게 되었다. 대평의회가 제출한 후보명부는 전체 유권자의 98.43%이 최종 찬성하였다.

## 배경

### 무솔리니의 독재정치
지난 총선은 사회당 대표 자코모 마테오티의 암살 사건으로 파문이 일었다. 마테오타는 선거과정에서 부정행위와 유권자를 향한 폭력을 이유로 선거 무효화를 주장하였다가 파시스트 세력으로부터 암살당했다. 마테오티의 죽음으로 무솔리니 정권은 일시적인 위기를 맞았고, 무솔리니는 사건 은폐를 지시하였다. 이에 마테오티의 자택 밖에 시신을 운반할 차량이 주차된 것을 목격했다는 증언이 나왔으며, 아메리고 두미니 (Amerigo Dumini)가 살인사건과 연관되어 있다는 설을 제기하였다.
이후 무솔리니는 내부의 단호한 목소리 덕에 여론을 바꿀 수 있었고 파시즘을 쓸어버릴 쿠데타에 나섰을지 모른다고 고백하였다. 두미니는 2년간 투옥되었으나 석방 이후 무솔리니가 살인을 지시했다는 사실을 밝히면서 재수감되었다. 이러한 사건 속에서도 야당은 대체로 반응하지 않았으며, 사회주의, 자유주의, 온건파 정당들은 이른바 '아벤티노 사퇴'라 불리우는 의원 일괄사퇴를 택하고, 무솔리니의 하야 내지는 국왕의 무솔리니 축출을 외치며 의회를 보이콧하였다.
야당의 집단행동에 1924년 12월 31일 검은 셔츠단의 지도부는 무솔리니를 만나, 반대세력을 진압하지 않으면 자신들이 직접 행동에 나서겠다고 최후 통첩을 전달했다. 본인을 따르는 무장세력이 반란을 일으킬 것을 두려워한 무솔리니는 민주주의의 외형을 포기하기로 결정하였다. 1925년 1월 3일 무솔리니는 의회 연설에서 스콰드리스티 (squadristi, 지도부)의 폭력에 책임을 지겠다고 호전적인 어조로 밝혔다.
1925년~1927년 무솔리니는 본인의 권력에 대한 사실상 모든 헌법적 및 관습적 제약을 점진적으로 해체하며 경찰 국가의 건설에 매진했다. 1925년 크리스마스 이브에는 무솔리니의 직책을 '내각회의 의장'에서 '정부수반'으로 바꾸는 법안이 통과되었다 (다만 외신은 여전히 '총리'라는 표현을 사용하였다). 무솔리니는 더 이상 의회 내에서 책임지는 직책이 아니게 되었으며 오직 국왕에 의해서만 해임이 가능해졌다.
그동안 이탈리아 헌법에서도 내각 장관은 국왕으로부터 임명된다고 명시하고 있었으나 실질적으로는 의회의 명시적인 의향에 반하여 권력을 행사하는 것은 거의 불가능했었는데, 이때 통과된 법은 그러한 관행을 끝내고 무솔리니가 국가의제를 결정할 유일한 권한을 지닌 수장으로 등극시킨 것이다. 한편으로 지방자치제를 폐지하고, 상원이 임명하던 포데스타직도 시장과 의회를 선출하는 것으로 대체하면서 무솔리니 정권을 사실상의 법적 독재체제로 전환시켰다.
1926년에는 15세의 안테오 참보니가 볼로냐를 방문한 무솔리니에 총격을 가하며 암살을 시도했으나 실패로 돌아갔다. 이를 빌미삼아 무솔리니는 국가 파시스트당이 유일 합법 정당임을 공식적으로 선포함으로써, 지난 1년간 사실상의 일당 독재체제였던 것을 공식화하게 되었다.

### 선거 제도
1912년 이탈리아에 도입된 남성 보통선거권은 노동조합이나 단체 회원, 군인, 성직자로 한정되었으며, 전체 유권자는 950만 명에 불과하였다.
1929년 총선은 국민투표 형태로 진행되었으며, 유권자는 파시즘 대평의회가 지명한 후보명부에 대해 찬반 의사를 투표할 수 있었다. 유권자에게는 두 장의 동일한 크기의 용지가 주어졌는데, 겉은 하얗고 안에는 "국가 파시즘 평의회가 지명한 의원 명부에 찬성합니까?"라는 문구가 적혀 있었다. '찬성'표에는 이탈리아의 삼색기와 파스케스가 그려져 있고, '반대'표는 아무런 상징이 없는 하얀 종이에 불과했다.
투표 시 유권자는 두 장 모두를 투표해야 했다. 기표소에는 유권자가 버릴 표를 넣는 첫번째 투표함이 설치되었고 이후 참관인에게 자신이 고른 표를 전달하게 되는데, 참관인은 유권자의 표가 '세심하게 봉인'되었는지를 확인하였다. 따라서 이 과정 자체로 실제로 비밀투표를 지킬 수 있는지는 보장할 수 없었다.
더욱이 반대표가 우세를 점했을 경우 다른 선거명부로 재선거를 치른다는 방침이었다.

## 선거 결과
|  | 98.34% |

|  | 1.57% |